# El Fondó dels Frares
El Fondó dels Frares (oficialment i en castellà Hondón de los Frailes) és un municipi del País Valencià a la comarca del Vinalopó Mitjà.

## Història
Històric emplaçament de la romana Inlumbam. El topònim prové del fet que en el segle xvii era un poblet propietat dels Pares Predicadors d'Oriola, posteriorment passà a formar part del municipi del Fondó de les Neus del qual s'independitzaria el 1926 per a constituir municipi propi.

## Demografia i economia
Al cens del 2003 s'hi comptabilitzaren 709 fondoners. D'economia fonamentalment agrícola, raïm, olivera, ametler, però amb indústries de marbre, sabates i, en menor mida, construcció, fusteria metàl·lica, cooperatives de vins i productes hortofrutícoles i una fàbrica de borses de paper per a embutxacar el raïm de la Denominació d'origen Uva de Mesa Embolsada del Vinalopó.

## Geografia
La superfície del terme abraça els 12,5 km² i està limitada per la serra dels Frares (718 m. en la Solana), la de Crevillent i la d'Albatera. Hi ha possibilitats de practicar el senderisme en diferents rutes com ara la de Jaime, el Barbudo, o la dels Moros, en què podria trobar-se un jaciment romà, també són dignes d'esment les coves del Sastre i del Sentenero. Els ciclistes també solen visitar les carreteres del municipi, que s'ha convertit, gràcies a la seua orografia i la proximitat a les platges en un lloc on proliferen les segones residències.

## Edificis d'interés
Hi ha una petita mostra de deixalles arqueològiques d'època romana i àrab i l'església de la Mare de Déu de la Salut, creada pels dominics en el segle xix.

## Gastronomia
Els vins de la Cooperativa, l'arròs amb conill i caragols, les pilotes, els gaspatxos, la tonya, la coca boba, i els rotllos d'amor són una mostra de la gastronomia local.

## Alcaldia
Des de 1995 l'alcalde del Fondó dels Frares és Eleuterio Jover García, primerament pel Partit Socialista del País Valencià (PSPV-PSOE) i, des de 1999, pel Partit Popular (PP).
| Període                       | Alcalde o alcaldessa       | Partit polític | Data de possessió | Observacions |
| ----------------------------- | -------------------------- | -------------- | ----------------- | ------------ |
| 1979–1983                     | Ramón Navarro Cremades     | UCD            | 19/04/1979        | --           |
| 1983–1987                     | Francisco Lledó Pérez      | CDS            | 28/05/1983        | --           |
| 1987–1991                     | Aurelio Cremades Galiana   | AP             | 30/06/1987        | --           |
| 1991–1995                     | Juan Luis Huerta Llaniella | CDS            | 15/06/1991        | --           |
| 1995–1999                     | Eleuterio Jover García     | PSPV-PSOE      | 17/06/1995        | --           |
| 1999–2003                     | Eleuterio Jover García     | PP             | 03/07/1999        | --           |
| 2003–2007                     | Eleuterio Jover García     | PP             | 14/06/2003        | --           |
| 2007–2011                     | Eleuterio Jover García     | PP             | 16/06/2007        | --           |
| 2011–2015                     | Eleuterio Jover García     | PP             | 11/06/2011        | --           |
| 2015–2019                     | Eleuterio Jover García     | PP             | 13/06/2015        | --           |
| 2019-2023                     | Eleuterio Jover García     | PP             | 15/06/2019        | --           |
| Des de 2023                   | n/d                        | n/d            | 17/06/2023        | --           |
| Fonts: Generalitat Valenciana |                            |                |                   |              |